# ブレンダン・マクリーン
ブレンダン・マクリーン (Brendan Maclean、1987年12月27日 - )は、オーストラリアのシンガーソングライター。

## 来歴
2010年にEP "White Canvas" でデビュー。
2017年、無修正のハードコアなセックスシーンやボンデージ、排尿、排便、射精などの要素を含んだミュージック・ビデオ "House of Air"を発表すると大きな物議を醸し、YouTubeでは100万回再生を超える目前で削除された。その後ビデオはVimeoで500万回再生を記録した。マクリーンはビデオについて「挑戦」だとして、「セックスを無視することはLGBTの歴史に不誠実」「クィアのアーティストの中にはストレート層に受け入れられるよう穏便にやろうとする人もいるが、そうやって真実を隠せば、歴史は美化され、退屈なものになってしまう。退屈はクィアの歴史には無いものなはずだ。」と語った。更にビデオの公開後、5件のEメール・ハッキング、2件の殺害予告、オンラインを通じてブラジルから抗議動画が届いたと明かした。
2025年、自身も出演した"How To Make Gravy"の為にメグ・ワシントンと共作した"Fine"がオーストラリア映画テレビ芸術アカデミー賞で最優秀オリジナル・ソング賞を受賞した。

## 人物
ゲイであることを公表している。

## ディスコグラフィー
- funbang1 (2016年)
- And the Boyfriends (2019年)